# Grabarska
Grabarska is een plaats in de gemeente Cetingrad in de Kroatische provincie Karlovac. De plaats telt 154 inwoners (2001).